# Heinrich Gesemann

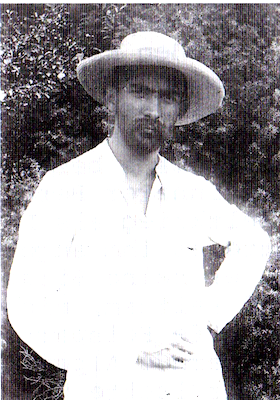
Heinrich Gesemann

Heinrich Johann Karl Gesemann (* 12. Dezember 1886 in Frankfurt am Main; † 21. Januar 1939 in Genua) war ein deutscher Kunstmaler und Mitgründer sowie Vorstand des Künstlerbunds Westmark.

## Leben
Gesemann wurde in Frankfurt am Main als einziger Sohn von Karl und Margarete Gesemann geboren, die einen Handwerksbetrieb als Stellmacher führten. Er absolvierte nach Volks- und Mittelschule eine Lithografen-Lehre in Frankfurt. Durch seinen sehr guten Abschluss konnte er seine Ausbildung als Grafiker und Maler an der Städelschule (Städelschen Institut, heute Staatliche Hochschule für Bildende Künste) fortführen und mit dem Examen an der Münchener Malakademie abschließen.
Gesemann pflegte Kontakte zu den Künstlerkolonien im Spessart und Odenwald, wo er Hans Thoma kennenlernte, der in Karlsruhe Professor und Kunsthallen-Direktor war und seine Malerei beeinflusste, die durch Konzentration auf Landschafts- und Naturmotive der rheinischen Mittelgebirge charakterisiert war.
Gesemann lebte und arbeitete nach seiner Ausbildung im Hohen Venn bei Monschau, wo er seine spätere Ehefrau Maria kennenlernte. In dieser Zeit entstanden zahlreiche Werke in Öl oder als Druckgrafik, die zumeist die stille deutsche Mittelgebirgsnatur zum Thema hatten. Gesemann wurde mit einem Stipendium in Rom ausgezeichnet, das er wegen des Ausbruchs des Ersten Weltkriegs jedoch nicht in Anspruch nehmen konnte. Während des Kriegs war er als Konstruktionszeichner im Flugzeugbau tätig, wo u. a. Radierungen mit Bezug zur Fliegerei entstanden.

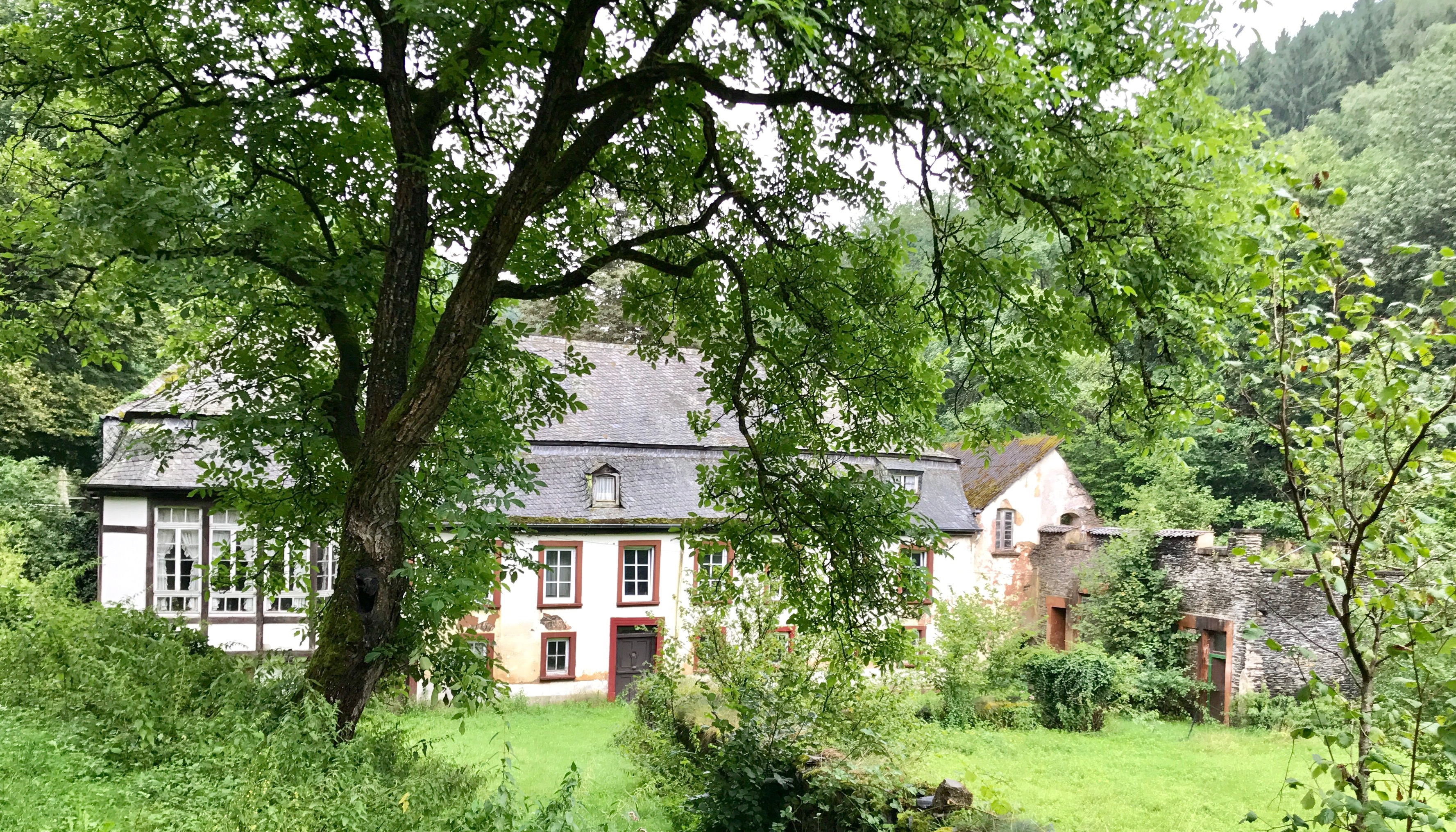
Ehemaliges Wohnhaus und Atelier von Heinrich Gesemann am Ende des Ahringstals in Enkirch an der Mosel, zur Zeit unbewohnt

Nach Kriegsende zog er 1920 mit seiner Frau nach Enkirch an der Mosel und errichtete ein Atelier in der ältesten, damals verfallenen Enkircher Mühle (Kloningersmühle oder Schlossmühle genannt), die heute von der dortigen Bevölkerung „Gesemannsmühle“ genannt wird und mitten in der vom Künstler geliebten naturbelassenen, einsamen Umgebung des Ahringsbachs (einem Moselseitental) liegt.
Mit dem aus dem benachbarten Hunsrückort Irmenach stammenden Künstler Friedrich Karl Ströher verband ihn eine Freundschaft, die zur Gründung des Künstlerbund Westmark im Frühjahr 1921 führte, u. a. mit dem Ziel, der Kunst und den deutschen Künstlern im damals französisch besetzten Rheinland eine Stimme zu geben. Wie sein Freund Ströher litt Gesemann unter der wirtschaftlichen Not der 1920er-Jahre, da es faktisch keinen Markt für den Verkauf von Kunstwerken gab. Fünfzehn Künstler, unter anderem aus Enkirch, Godesberg, Irmenach, Köln, Koblenz und Trier folgten damit der Aufbruchsstimmung, die zur Gründung von Künstlervereinigungen in Städten wie Düsseldorf und Berlin führte.
Vorstand vom Künstlerbund Westmark waren Ströher und Gesemann, die u. a. mit Wanderausstellungen im gesamten Rheinland und 1922 durch eine Ausstellung im Berliner Künstlerhaus unter dem Motto der Vereinigung „Von innerer Überzeugung beseelt“ dem künstlerischen Aufbruch in der Zeit zwischen den Weltkriegen ein Forum zu verschaffen.
In dieser Zeit erstellte Gesemann Radierungen und Ölgemälde, denen man eine Verwandtschaft mit Caspar David Friedrich und vor allem seinem Mentor Hans Thoma nachsagt.
Während einer Mittelmeerreise erkrankte Gesemann, er starb am 21. Januar 1939 in einem Krankenhaus in Genua.
Seine letzte Ruhestätte fand Gesemann auf dem Friedhof seiner Wahlheimat Enkirch.
Nach dem Zweiten Weltkrieg übernahm seine Frau Maria die Mühle, renovierte diese und unterhielt dort bis in die 1950er-Jahre ein Erholungsheim. Das Lebenswerk Gesemanns wurde in verschiedenen Ausstellungen gewürdigt; seine Bilder, Grafiken und Radierungen befinden sich in kleineren Sammlungen bzw. Privatbesitz.
Nur ein paar hundert Meter von der „Gesemannsmühle“ entfernt lebte und arbeitete später auch der Enkircher Kunstmaler Josef Candels im Enkircher Ahringstal.

## Spuren von Gesemann in Enkirch und Umgebung
- Im Enkircher Heimatmuseum finden sich Informationen und Bilder.
- Ein größeres Gemälde befindet sich in der katholischen Kirche in Traben-Trarbach.
- Sein ehemaliges Wohnhaus und Atelier Gesemannsmühle liegt direkt am Seitensprung Leiermanspfad des Moselsteig, kann jedoch nicht besichtigt werden.

## Werke

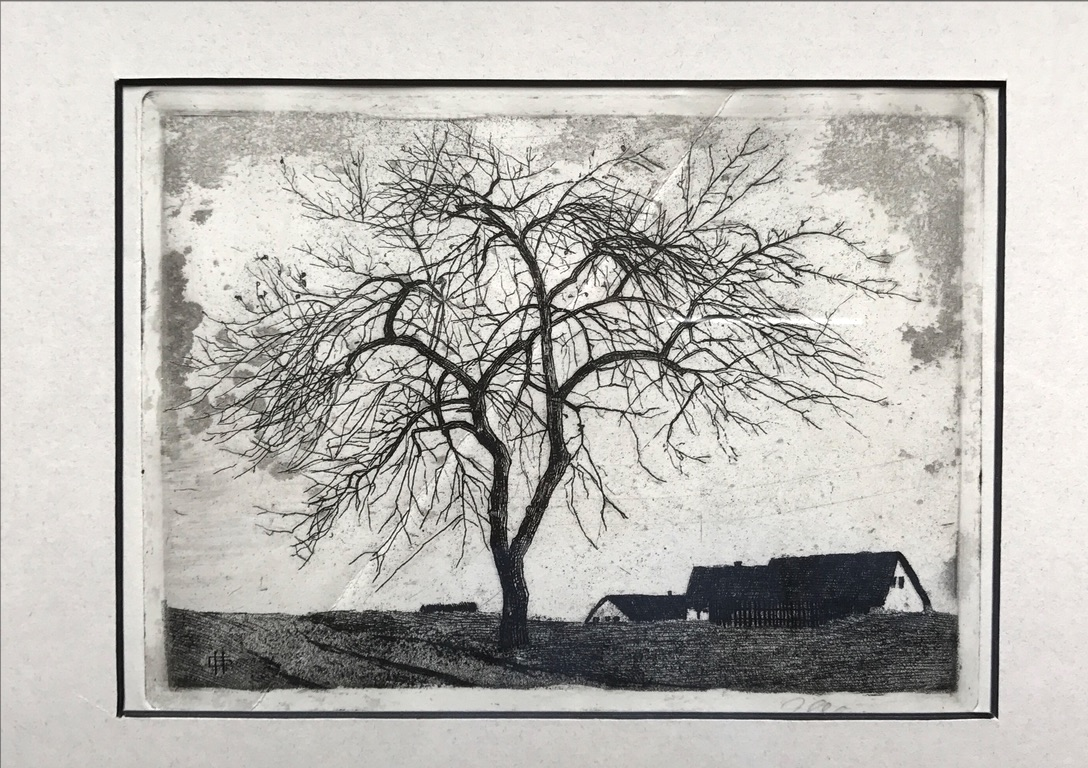
Radierung mit Eifellandschaft von Heinrich Gesemann
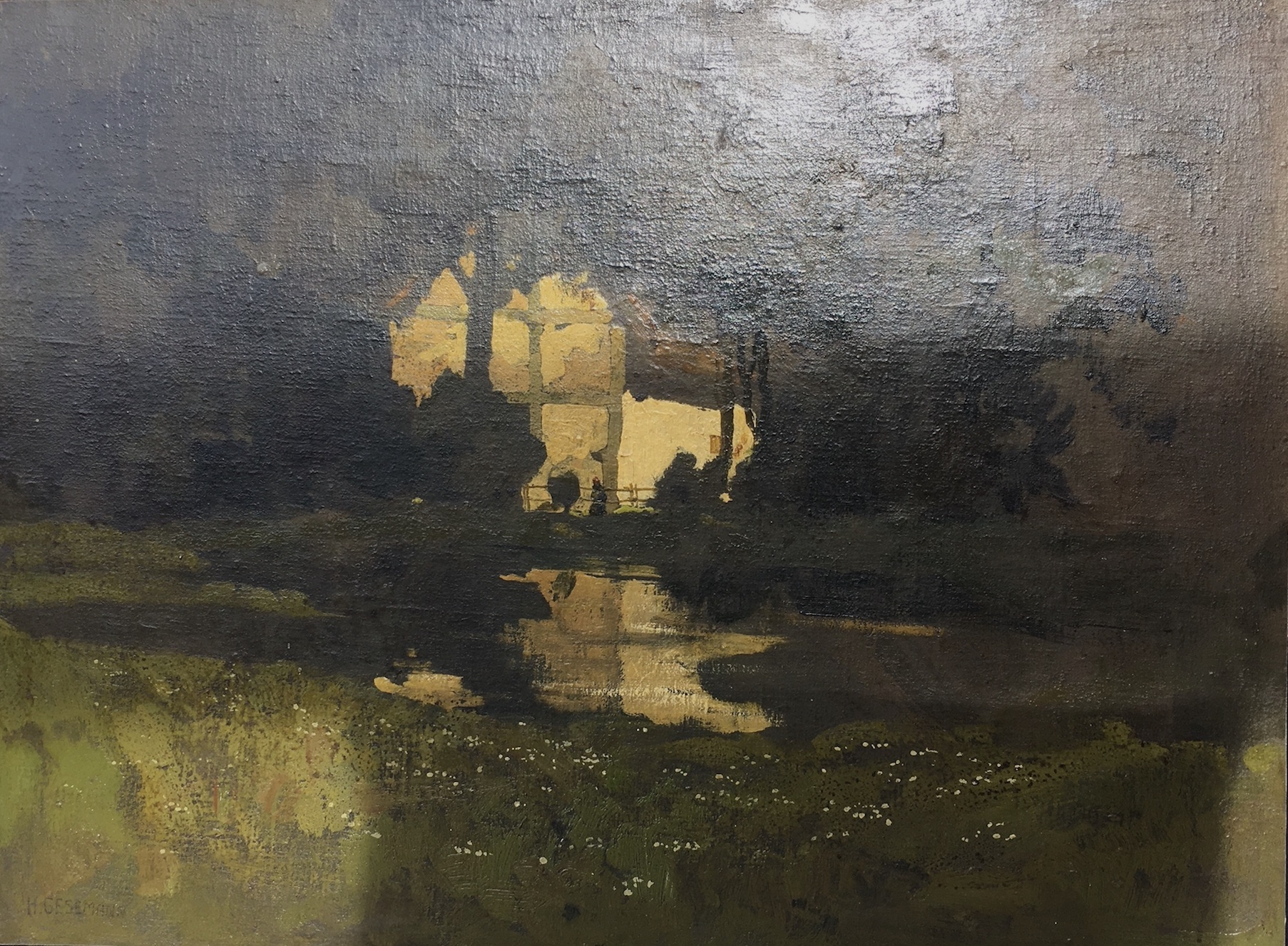
Heinrich Gesemann, Ölbild von Mühle in Naturlandschaft
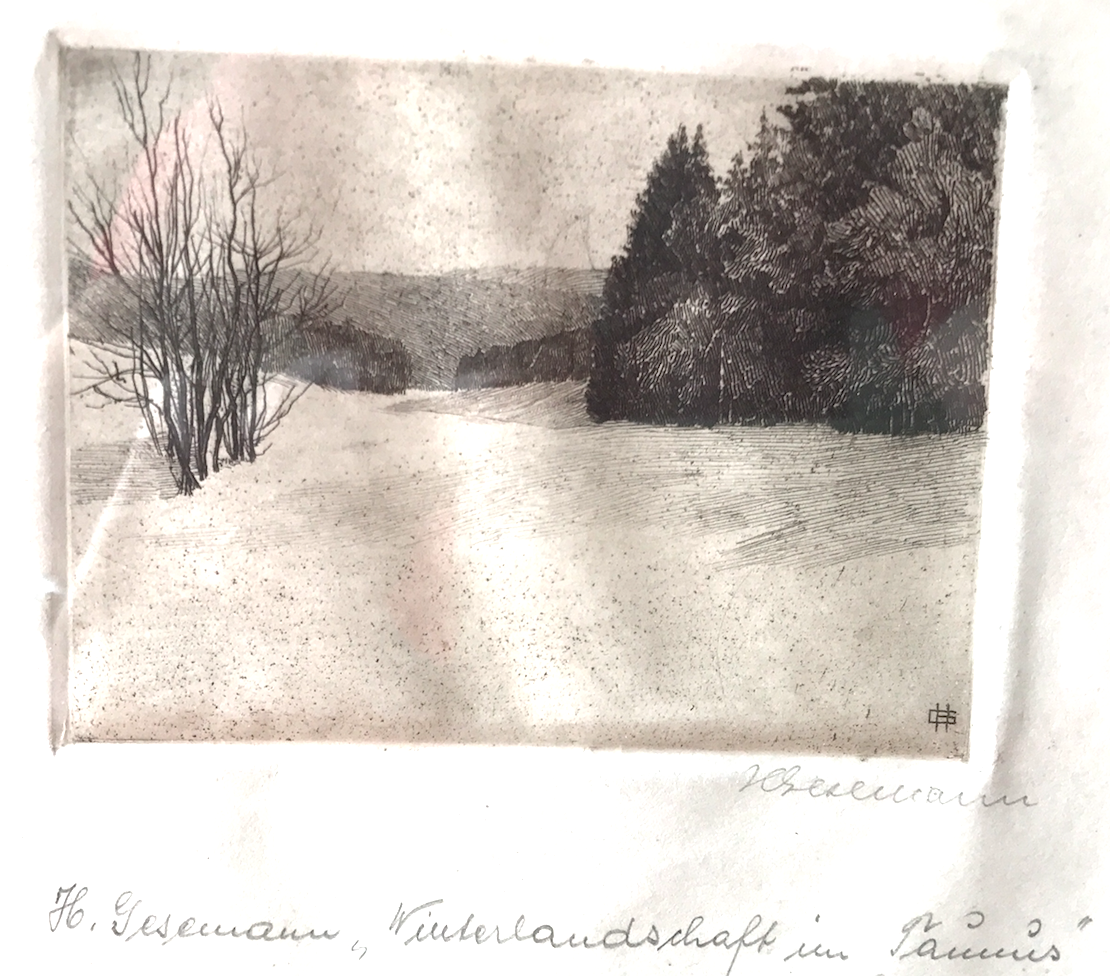
Heinrich Gesemann, Radierung Winterlandschaft im Taunus
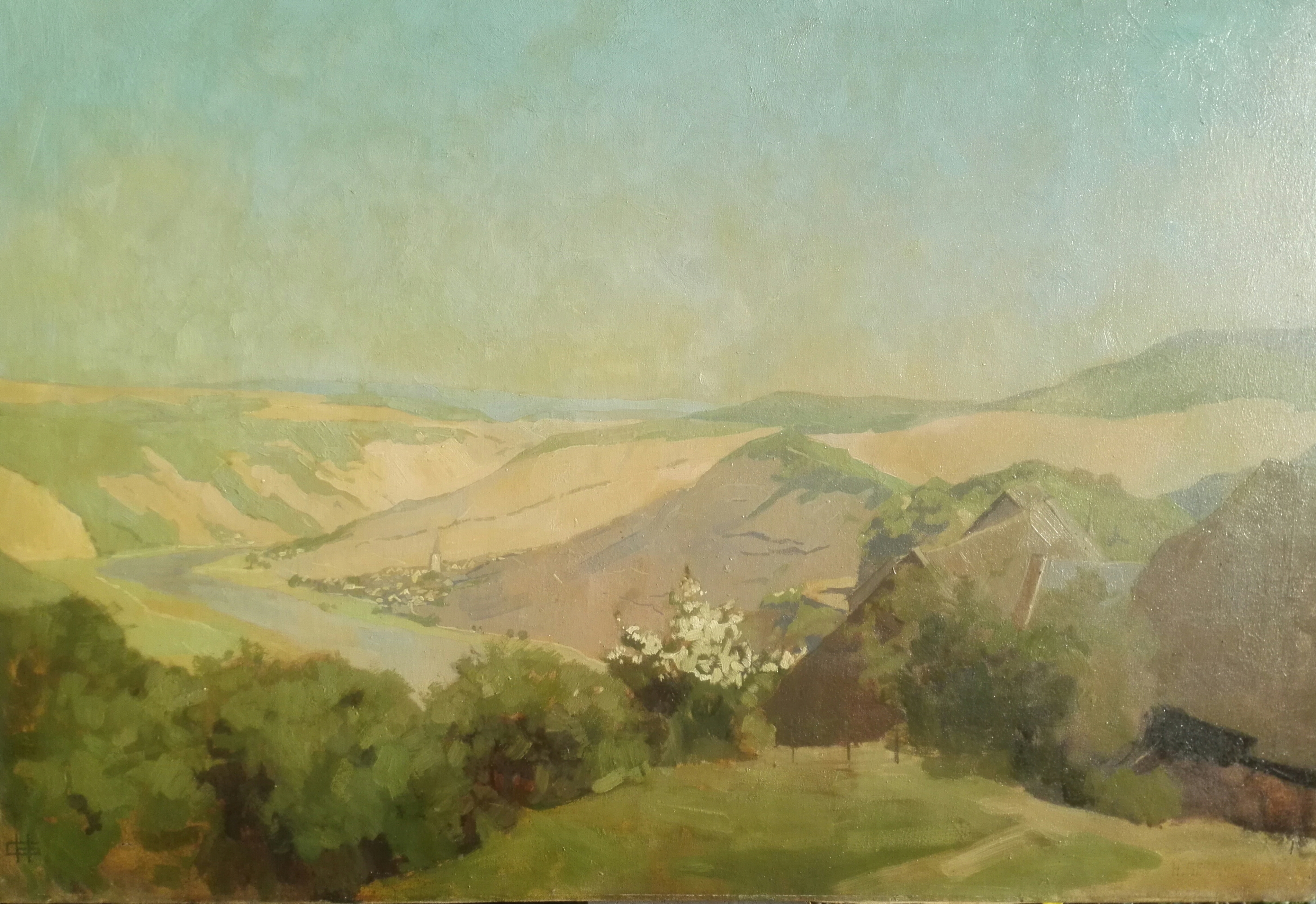
Blick auf Enkirch an der Mittelmosel, Ölgemälde 1921
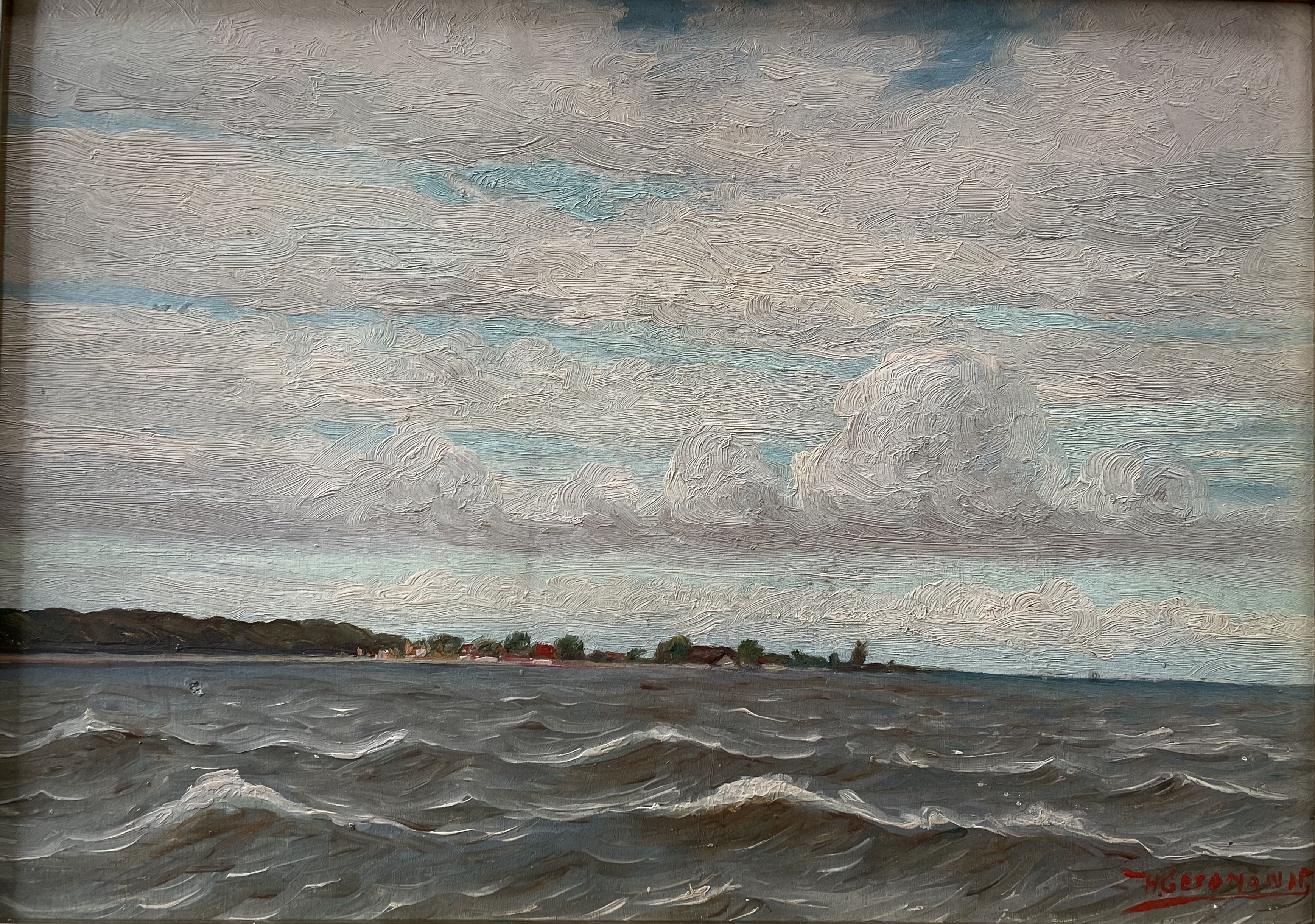
Heinrich Gesemann, Ölbild, nördliche Küstenlandschaft mit Dorf